# Надь, Геза (пианист)
Геза Надь (венг. Nagy Géza; 23 декабря 1876, Будапешт — 12 октября 1938, Будапешт) — венгерский пианист и музыкальный педагог.
Учился в Будапештской музыкальной академии у Арпада Сенди, затем в Берлине у Ферруччо Бузони. Гастролировал в Германии, Эстонии и Финляндии. С 1902 года преподавал в Коложваре, затем в 1906—1936 гг. в Будапештской музыкальной академии, где среди его учеников были, в частности, Дитта Пастори и Дьёрдь Фараго. Автор дидактических произведений («Упражнения в трели» и др.).